# Gied ten Berge

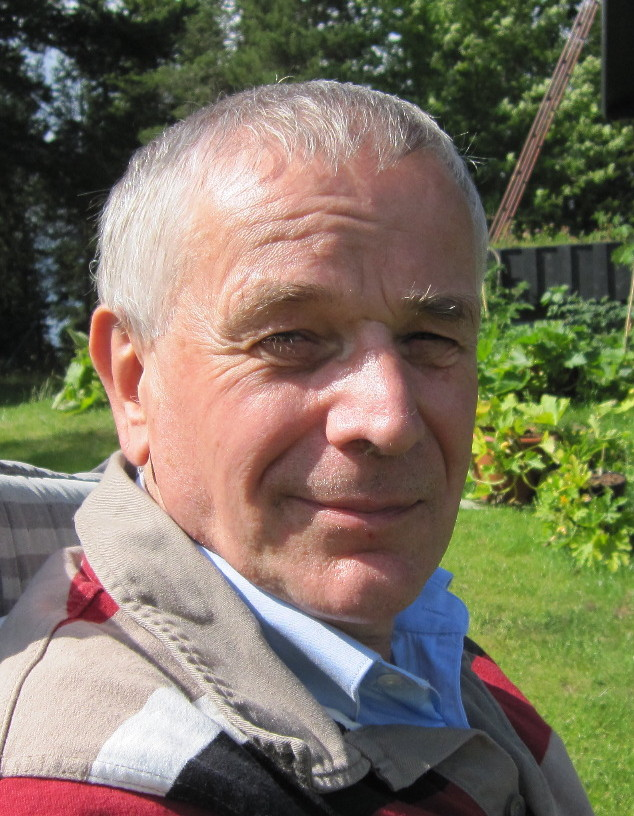
Gied ten Berge in 2011

Egidius Joannes Josef Melchior (Egidius of Gied) ten Berge (Haarlem, 1 mei 1948) is een Nederlandse socioloog, theoloog, publicist en vredesactivist.
Ten Berge deed in 1966 eindexamen hbs-a aan het Triniteitslyceum in Haarlem en in 1973 aan de Rijksuniversiteit Leiden doctoraalexamen wijsgerige en empirische sociologie. Hij werkte van 1973 - 1975 aan het Polemologisch Instituut van de RU Groningen. Hij kwam in 1977 in dienst van het Interkerkelijk Vredesberaad (IKV) en werkte van 1994 tot 2008 bij Pax Christi Nederland. In 2011 studeerde hij aan de Faculteit Katholieke Theologie van de Universiteit van Tilburg af als theoloog. Hij is een zoon van de dichter Willem ten Berge.

## IKV-campagne
Ten Berge werd bij zijn dienstweigering in 1973 begeleid door de toenmalige IKV-secretaris Jan ter Laak. Vanaf 1977 detacheerde het IKV hem bij het Polemologisch Instituut van RU in Groningen. Hij werkte er samen met de IKV-voorzitter Ben ter Veer. Voor de IKV-campagne Help de kernwapens de wereld uit: om te beginnen uit Nederland deed hij daar - in samenwerking met Mient Jan Faber en de historicus Herman de Lange - een onthullend onderzoek naar Nederlandse wapensystemen die nucleaire taken vervulden.
Zijn bestuurslidmaatschap van de PSP, eind jaren zeventig, bracht hem zowel in aanvaring met de marxistische vleugel, als met het militante antimilitarisme binnen die partij. 
In 1981 werd hij doelwit van een perscampagne, onder meer in De Telegraaf en het Reformatorisch Dagblad, waarin hij werd voorgesteld als een communistische infiltrant binnen het IKV. Toen hij een van de aanstichters, de journalist Van Nieuwenhuijsen in Vrij Nederland blameerde voor diens werk, werd Ten Berge door deze voor de rechter gedaagd, maar de rechter stelde hem in het gelijk. Tijdens de jaren 80 liep hij net als andere IKV-ers, vanwege zijn contacten met Oost-Duitse dissidente vredesactivisten, in het bijzonder Rainer Eppelmann, een inreisverbod voor de DDR op. 

In het IKV en Pax Christi maakte hij deel uit van verscheidene strategiegroepen. Hij was meerdere jaren de chroniqueur van de IKV-campagne, alsmede hoofdredacteur van diverse publicaties, zoals de Vredeskrant van het IKV en de Liturgiekrant voor de Vredesweek, de jaarlijkse uitgave van Pax Christi voor de kerken en het bijzonder onderwijs.

## Voorwaardelijk pacifisme
Ten Berge nam zowel in de PSP als het IKV actief deel aan discussies over de politieke en morele betekenis van actieve geweldloosheid en directe actie door de vredesbeweging en later over de verhoudingen nationalisme, religie en geweld. Ten aanzien van de Golfoorlog en de oorlog in Afghanistan behoorde hij tot de pacifisten in beide organisaties.
 In een briefwisseling met Mient Jan Faber in Hervormd Nederland (4 mei 2002, met vervolg: 25 mei 2002, 27 juli 2002) bleek er tussen beiden een verschil van inzicht over de opstelling van het IKV t.a.v. de rol die de Nederlandse militairen in Srebrenica gespeeld hebben. Er was volgens Ten Berge - ook door de vredesbeweging - te lang vastgehouden aan het concept van safe havens, waardoor het drama van de massamoord mede zou zijn ontstaan. 

Hij noemde zich wel een 14 karaats en geen 18 karaats pacifist. Samen met Fred van Iersel hekelde hij de opvatting van Kerk en Vrede dat een oproep van Duitse intellectuelen voor onderhandelingen met Poetin over diens oorlog tegen Oekraïne omarmde en de verantwoordelijkheid van deze oorlog vooral bij het Westen legde. “Onze vijand heet Poetin”, stelden Ten Berge en Van Iersel, “algemene de-escalatie-oproepen, zonder politiek-morele inhoud en alleen aan het Westen geadresseerd, zijn geen typische taak voor een christelijke vredesbeweging”. Hij hielp Fred van Iersel kort voor diens dood in 1973 bij het vervaardigen van zijn geestelijk testament voor de vredesbeweging. In een interview met "De Bezieling" maart 2022 verdedigde Ten Berge de rechtmatigheid van de militaire verdediging van Oekraïne tegen de Russische agressor: "Ik ben wel van de vredesbeweging, maar niet van de lieve vrede". 

## Identiteit van de vredesbeweging
Ten Berge was de secretaris van een commissie die op verzoek van de bisschoppenconferentie in 1994 en 1995 een omvangrijke consultatie organiseerde in meer dan honderd parochies en maatschappelijke organisaties, om te peilen welke vredesvraagstukken de toen voorgenomen bisschoppenbrief 'Tot vrede in staat' moest behandelen.
Als lid van Pax Christi maakte hij deel uit van een identiteitscommissie van Vastenaktie en publiceerde in die hoedanigheid in 1994 in het Tijdschrift voor Geestelijk Leven (TGL) het in meerdere periodieken naderhand opnieuw verschenen artikel over vernieuwing van het vasten. In dit artikel, "Van vastenplicht tot vastenbehoefte", actualiseert hij onder meer de oude vastenmotieven van 'ontlediging', 'zelfbeheersing', 'boetedoening' en het liefdegebod 'draagt elkanders lasten', door ze te verbinden met begrippen als 'loslaten', 'training' en 'afzien uit solidariteit'.
De laatste jaren voor zijn vertrek uit vaste dienst in 2008 kritiseerde hij de koers van de vredesbeweging. Hij keerde zich tegen een te vergaande professionalisering, die ten koste zou gaan van de identiteit en de betrokkenheid van de achterban. “Er komt binnen de vredesbeweging bijna nergens meer geloofstaal voor, terwijl ook de taal van de sociale bewegingen is verdrongen”, zei hij in het herdenkingsboek IKV 1966-2006: veertig jaar mobiliseren voor vrede. Als projectorganisatie was de vredesbeweging “in een proces van ontdemocratisering” terechtgekomen, waar de leden weinig invloed meer op hebben.
In 2004 en 2006 nam hij, in samenwerking met Toine van Teeffelen het initiatief tot zogenaamde 'solidariteitspelgrimages' naar Betlehem om zo de achterban bij het vredeswerk in het Midden-Oosten te betrekken. Ook speelde hij een rol in het werven van steun in de kerken voor de vrouwenvredesbeweging op de Molukken. 
Hij was vanuit Pax Christi in 2002 en 2003, samen met het tv-programma KRO De Wandeling een van de initiatiefnemers van de 'Adventstochten' voor de vrede. 
In 2006 schreef hij met zijn vrouw, de historica Wantje Fritschy, een boek over zijn pelgrimage naar Santiago de Compostela, waarin ook geschreven wordt over de pelgrimage als een traditie van de vredesbeweging, die al teruggaat op de Godsvredebeweging van de Abdij van Cluny, maar ook nu nog in rituele en moreel-politieke zin kan worden uitgewerkt. 
In 2008 verscheen zijn boek 'Vredesbeweger' met negen essays over de periode 1973-2008.

## Theoloog
Na zijn pensionering voltooide Ten Berge in 2011 cum laude een Master comparatieve interreligieuze theologie en publiceerde aansluitend een boek over theologische verschillen en geschillen binnen christendom, jodendom en islam over ‘het Land’ (‘Het Beloofde Land’, Israël en Palestina). Hierin concludeert hij onder meer dat het hedendaagse filosofische vertoog over universaliteit en particulariteit structureel en inhoudelijk zeer sterk aansluit bij het theologische debat over het Land en dat beide disputen daarom inzichtelijk voor elkaar kunnen werken. Hij let daarbij in het bijzonder op de opmerkelijke verwantschap tussen Palestijnse christelijke theologen zoals Naim Ateek, Mitri Raheb, Michel Sabbah en Yohanna Katanacho, joodse bevrijdingstheologen als Marc Ellis en Mark Braverman en moslimbevrijdingstheologen als Hanifī en Hamid Dabashi, die allen iedere verstatelijking van hun religies afwijzen en universaliteit en integratie boven particulariteit stellen. Ten Berge was van 2010 tot 2018 voorzitter van het Steuncomité Israëlische Vredes- en Mensenrechtenorganisaties (SIVMO) en medeoprichter van de Stichting Kairos Palestina Nederland.
In de bijlage Letter en Geest van Trouw van 12 november 2011 pleitte Ten Berge vanwege de groeiende levensbeschouwelijke diversiteit ten aanzien van het huwelijk en andere levensverbintenissen voor een pragmatische benadering: beperk bij de overheid alle duurzame levensverbintenissen tot partnerregistraties aan het loket en staak alle huwelijksrituelen op het stadhuis, daarmee zou het probleem van de ‘weigerambtenaar’ ook zijn opgelost. Hij kreeg hiervoor positieve reacties van de hoogleraar protestantse ethiek Frits de Lange en de fractieleider van de ChristenUnie, Arie Slob.
In 2016 verscheen een theoretisch, kwalitatief en theologisch onderzoek naar een geëngageerde vorm van de christelijke pelgrimage naar Israël en Palestina: ‘Kom en zie! Nieuwe pelgrims in het Heilige Land’. Het boek vormt een antwoord op een oproep van Kairos Palestina in Bethlehem en is een bijdrage aan het thema Pilgrimage for Justice and Peace van de Wereldraad van Kerken. Ten Berge noemt in zijn boek de wijze waarop paus Franciscus in 2014 door beide delen van het Heilige Land trok 'een voorbeeld' voor een nieuw type pelgrim: 'meervoudig verbonden, maar niet neutraal'.
In 2020 promoveerde Gied ten Berge bij prof. dr. Paul van Geest en prof. dr. Paul Post aan de Tilburg University op het proefschrift: “Het Palestijnse ‘Kom en zie’-initiatief in cultuurwetenschappelijk en historisch-theologisch perspectief”.

## Publicaties (beknopt overzicht)
- Gied ten Berge, Herman de Lange e.a., De kernwapens in Nederland, IKV-Geschrift nr. 2, ’s-Gravenhage 1978.
- 'Het IKV en Burgerlijke Ongehoorzaamheid',in: Wending, 4 april 1981.
- "Moet de vredesbeweging sussen of in verzet?", in: Oost Europa Verkenningen, nr. 65 (themanummer 'De vredesbeweging en Oost-Europa, een dialoog met hindernissen'), februari 1983, p. 11-14
- De slag om Genève, De Horstink, Amersfoort, 1983. ISBN 90-6184-171-2
- (Red.), Voor God en vaderland. Nationalisme en religie, Kok, Kampen 1992. ISBN 90-242-6844-3/CIP
- 'Vredesspiritualiteit bij kenterend getij', in: Koos van der Bruggen (red.) Tijd van oorlog, tijd van vrede. Over het werk van de vredesbeweging, aangeboden aan bisschop H. Ernst, Kok, Kampen 1993. ISBN 90-242-8961-0
- Van vastenplicht tot vastenbehoefte, 1994, in: Tijdschrift voor Geestelijk Leven (TGL), januari/februari, Verbum Brussel 1992.
- "Nationalism and Religion", in: Duŝan Janiċ (ed.) Religion and War, European Movement in Serbia, The Haque 1994.
- Wim Bartels, Gied ten Berge, Paul van Geest (red.), Jeruzalem, stad van vrede, vrede voor de stad, Kampen 2000. ISBN 90-435-0234-0
- Gied ten Berge, Karel Blei, Fred van Iersel, Harry Zeldenrust, Een jaar na 11 september, verzoening van culturen. Beschouwingen en een appèl aan onze kerken, Utrecht/Den Haag 2002.
- 'De oorlog in Irak. Bewerking van een lezing voor een symposium voor katholieke aalmoezeniers op 4 september 2003', in: Streven, Antwerpen/Amsterdam november 2003.
- Gied ten Berge en Wantje Fritschy, Pelgrimeren naar de Morendoder. Onderweg naar Jacobus van Compostela, Valkhof Pers, Nijmegen 2006. ISBN 90-5625-235-6
- 'Imagination – Mene Tekels on the Wall', in: Toine van Teeffelen (ed.), Challenging the Wall, toward a pedagogy of hope, AEI/Open Doors, Betlehem 2007.
- Vredesbeweger. Ervaringen in de vredesbeweging 1973-2008, Valkhof Pers, Nijmegen 2008. ISBN 978-90-5625-2762
- Nieuwe wereld, omgaan met oude verschillen - Vredesweek 2009, in: IKOS Onderwijsblad, jrg. 20, nr. 3, juli 2009
- Land van mensen. Christenen, joden en moslims tussen confrontaties en dialoog, Valkhof Pers, Nijmegen 2011 ISBN 978-90-5625-3585
- Geen ja-woord meer op het stadhuis, Trouw Letter&Geest, 12 november 2011
- Our Frame: Words and Images of Hope, in: Kairos for Global Justice, Preface by Patriarch Emeritus Michel Sabbah, Bethlehem 2011/2012
- Key Note speech over Boycot, Desinvestering en Sancties (BDS) 16 oktober 2012, Boxtel: https://web.archive.org/web/20140316010137/http://cms.kairospalestina.nl/UserFiles/Files/Keynote_GTB_%20voor_BDS_discussie_Boxtel20121012.pdf
- Kom en zie! Nieuwe pelgrims in het Heilige Land. Valkhof Pers, Nijmegen 2016 ISBN 978-90-5625-459-9
- Het Palestijnse ‘Kom en zie’-initiatief in cultuurwetenschappelijk en historisch-theologisch perspectief”. Netherlands Studies in Ritual and Liturgy 23. Groningen 2020. ISBN 978-94-6375-861-1 https://www.pthu.nl/irilis/news-events/News/nsrl23-pelgrimeren-met-een-mis/
- Met pacifisme helpt de vredesbeweging haar kerken niet, in: Trouw 20 mei 2022, samen met Fred van Iersel, een reactie op een eerder opinie bijdrage van drie Kerk en Vrede leden. https://www.trouw.nl/opinie/met-pacifisme-helpt-de-vredesbeweging-haar-kerken-niet~be28a880/
- Vredeswerker Gied ten Berge: Oekraïners lijden voor onze vrijheid, in: De Bezieling, maart 2022, https://debezieling.nl/vredeswerker-gied-ten-berge-oekrainers-lijden-voor-onze-vrijheid/

- Gemeinsame Normdatei: 135530288
- International Standard Name Identifier: 0000 0000 2558 2896
- Nationale Bibliotheek van Israël: 987007390209805171
- Virtual International Authority File: 70335354